# Emil Friedrich Knoblauch
Emil Friedrich Knoblauch (* 2. Dezember 1864 in Groß Karnitten, Kreis Mohrungen, Ostpreußen; † 10. Februar 1936 in Berlin?) war ein deutscher Botaniker. Sein offizielles botanisches Autorenkürzel lautet „Knobl.“
Er studierte bis zu seiner Promotion im Jahr 1888 an der Albertus-Universität Königsberg. In der Zeit zwischen 1890 und 1891 arbeitete er für den Botanischen Garten und das Museum in Göttingen.
Er bestimmte zahlreiche Arten der Familie der Ölbaumgewächse und war Erstbeschreiber der Gattungen Leuranthus und Noldeanthus.

## Veröffentlichungen
- Er ist Urheber der Abhandlung über die Ölbaumgewächse und Salvadoraceae in Engler und Prantls Die Natürlichen Pflanzenfamilien.
- In Eugenius Warmings Handbuch der systematischen Botanik (A handbook of systematic botany), verfasste er eine Revision zur Abhandlung über die Pilze. Zu seinen weiteren nennenswerte Werken zählen:
- Anatomie des Holzes der Laurineen. Regensburg, 1888. Dissertation Königsberg
- Ökologische Anatomie der Holzpflanzen der südafrikanischen immergrünen Buschregion. 1896.[2]